# Cindy Layla
Pour les articles homonymes, voir Layla.
Cindy Layla, née le 6 janvier 1978 à Bruxelles, en Belgique, est une chanteuse belge.

## Biographie
(avril 2017).
En 1996, Cindy Layla sort son premier single et fait ses débuts à la télévision belge et allemande. S'ensuivent de nombreuses premières parties dont celles de Nicoletta et Patrick Fiori.
En juin 2003, elle remporte un stage à la Pop'Academy organisé par Club RTL et y enregistre son premier clip.
En mai 2007, après plusieurs années de concerts et d'écriture, paraît Je suis le feu, composé par Dominique Fievez.
En 2008, sortie de Face à femme (album de 14 titres), réalisé et coproduit par Dominique Fievez (Domi Studio).
En 2013, elle est chanteuse et comédienne dans la comédie musicale Les amoureux de la Madelon pour Orchidées production (35 dates à ce jour).
En 2015, Elle et Brel, spectacle hommage à Jacques Brel (entre 10 et 15 dates en 2016).

## Doublage
- 2010 : Pichi Pichi Pitch : La Mélodie des Sirènes : Génériques de début et de fin
- 2011 : Barbie apprentie princesse : Soliste
- 2011 : Barbie : Un merveilleux Noël : Barbie (chant)
- 2012 : Barbie : La Princesse et la Popstar : Tori (chant)
- 2012 : Princesse Sofia - épisode pilote Il était une fois une princesse : Cendrillon (chant)
- 2015 : Barbie : Rock et Royales : Erika Juno (chant)
- 2016 : Tribute Sardou avec Nicolas Reynou (choriste)
- 2017 : Esméralda dans une adaptation de Notre-Dame de Paris (version belge)
- 2017 : Elle et Brel (comédie musicale hommage à Jacques Brel) sur les routes de France et de Belgique